# Rio Abrud
Rio Abrud é um rio da Romênia afluente do rio Arieş, localizado no distrito de Alba.